# Kepler-11
Kepler-6 eller 2MASS J19482762+4154328, är en ensam stjärna i mellersta delen av stjärnbilden Svanen, inom synfältet för Keplerteleskopet. Den har en skenbar magnitud av ca 14,2 och kräver ett kraftfullt teleskop för att kunna observeras. Baserat på parallax enligt Gaia Data Release 3 på ca 1,55 mas beräknas den befinna sig på ett avstånd av ca 2 100 ljusår (ca 646 parsec) från solen. Den rör sig närmare solen med en heliocentrisk radialhastighet av ca -59 km/s. Stjärnsystemet tillkännagavs den 2 februari 2011 och är bland de mest kompakta och plattaste systemen som hittills upptäckts.

## Observation
Kepler-11 och dess planeter upptäcktes av NASA:s Kepler Mission, ett uppdrag med uppgift att upptäcka planeter i bana kring sin värdstjärna. Transitmetoden registrerar sänkningar i ljusstyrka som kan tolkas som planetpassager framför stjärnan sett från jorden. Kepler-11 är det första upptäckta exoplanetära systemet med mer än tre transitplaneter.
Kepler-11 är uppkallad efter Kepleruppdraget där den är den 11:e stjärnan med bekräftade planeter som upptäckts i Keplerssynfält. Planeterna är namngivna i alfabetisk ordning, som börjar med det innersta: b, c, d, e, f och g, särskiljare som är tillägg till namnet på deras värdstjärna.

## Egenskaper
Kepler-11 är en gul till vit stjärna i huvudserien av spektralklass G6 V. Den har en massa av ca 1,04 solmassa, en radie av ca 1,02 solradie och har en effektiv temperatur av ca 5 800 K. Som jämförelse har solen en något högre temperatur på 5 778 K.

## Planetsystem

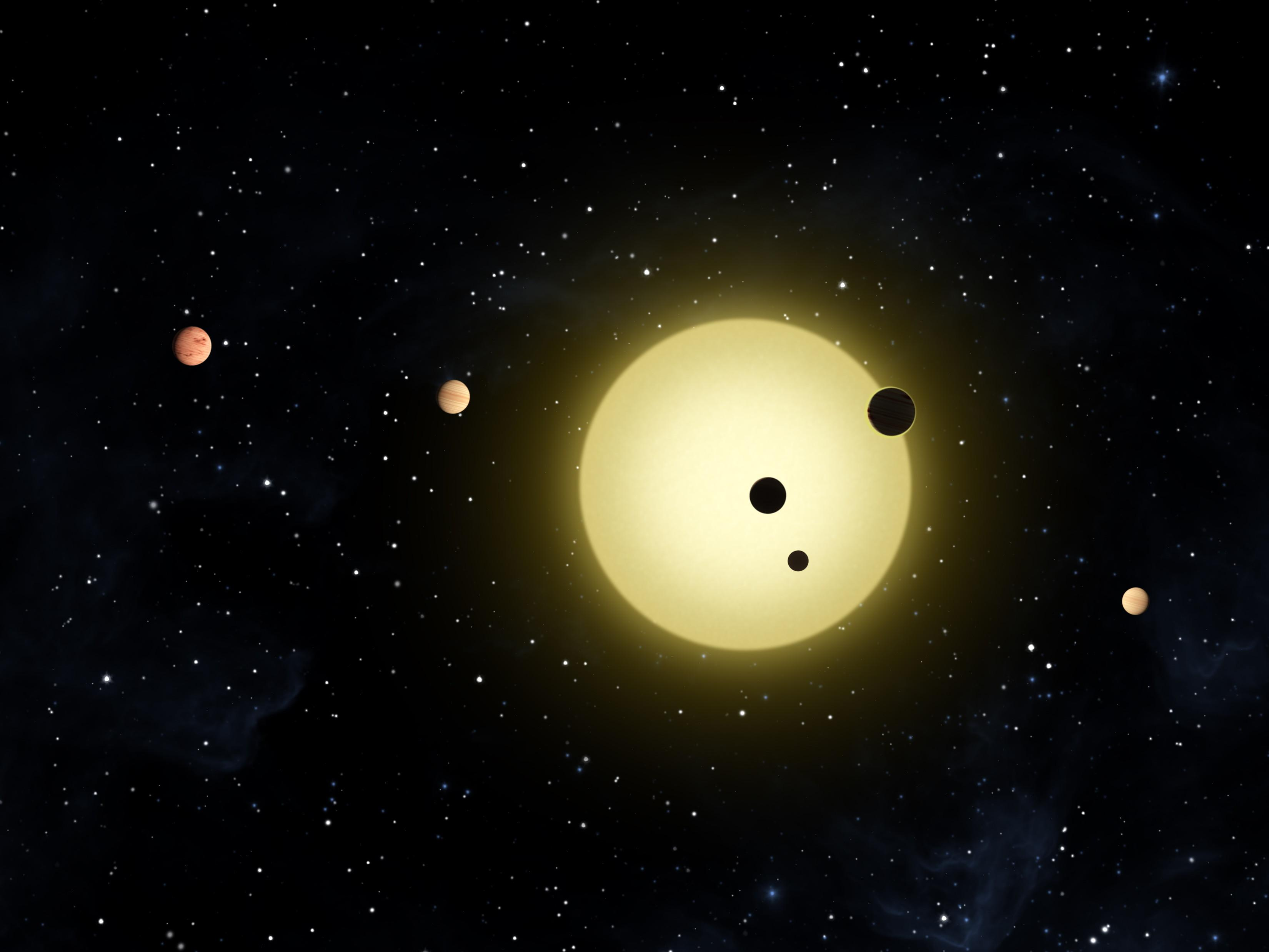
Konstnärens föreställning om en samtidig transitering av tre planeter framför Kepler-11 observerad av Keplerteleskopet den 26 augusti 2010.

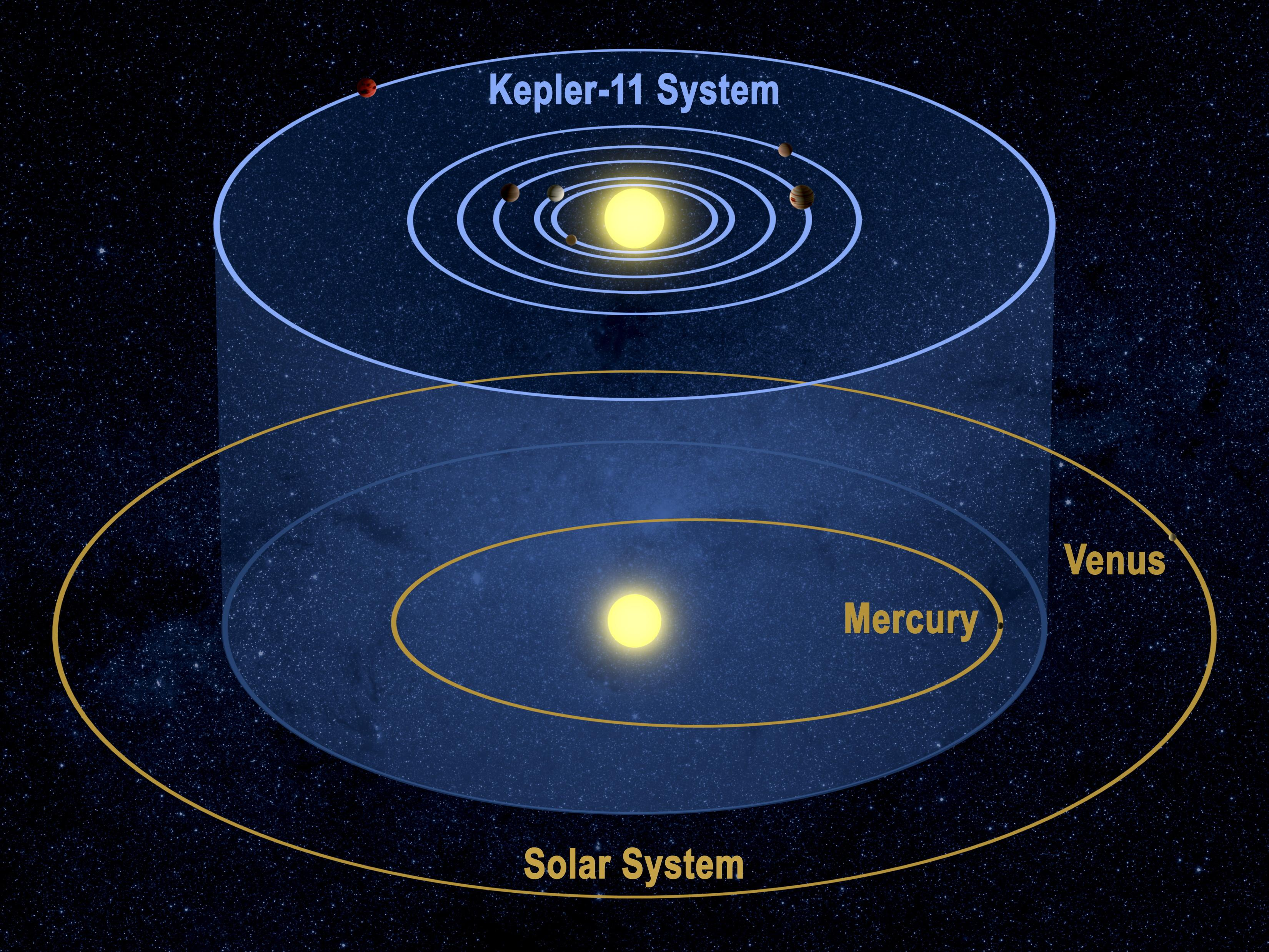
Kepler-11-planeternas omloppsbana i jämförelse med omloppsbanorna för planeterna Merkurius och Venus.

Alla kända planeter passerar framför stjärnan sett ur jordens perspektiv. Deras banlutning i förhållande till siktlinjen från jorden, eller hur långt över eller under siktplanet de är, varierar med lite mer än en grad. Detta möjliggör direkta mätningar av planeternas omloppsperiod och relativa diameter (jämfört med värdstjärnan) genom att övervaka varje planets förbigång av stjärnan. Simuleringar tyder på att de inbördes genomsnittliga lutningarna för planetbanorna är cirka 1°, vilket betyder att systemet förmodligen är mer i samma plan (plattare) än solsystemet, där motsvarande siffra är 2,3°.
De uppskattade massorna av planeterna b - f  ligger i intervallet mellan jordens och Neptunus. Deras uppskattade täthet, alla lägre än jordens, antyder att ingen av dem har en jordliknande sammansättning, utan en betydande väte/helium-atmosfär förutsägs för planeterna c, d, e, f och g, medan planet b kan vara omgiven av en ångatmosfär eller kanske av en väteatmosfär. Deras låga täthet beror sannolikt på utsträckta atmosfärer med hög volym som omger kärnor av järn, sten och möjligen vatten. De inre beståndsdelarna i Kepler-11-systemet var vid tidpunkten för deras upptäckt, de mest heltäckande exoplaneterna mindre än Neptunus. För närvarande sätter observationer inte en fast begränsning på massan av planeten g (<25 jordmassor). Men bildnings- och evolutionsstudier tyder på att massan av planeten g inte är mycket större än cirka 7 jordmassor.
Kepler-11-planeter kan ha bildats in situ (det vill säga vid deras observerade omloppslägen) eller ex situ, då de kan ha startat sitt bildande längre bort från stjärnan medan de migrerar inåt genom gravitationssamverkan med en gasformig protoplanetär skiva. Detta andra scenario förutspår att en betydande del av planeternas massa består av vatten. Oavsett bildningsscenariot står planeternas gaskomponent för mindre än cirka 20 procent av deras massa men för ca 40 - 60 procent av deras radie. Under 2014 visade den dynamiska simuleringen att Kepler-11-planetsystemet sannolikt har genomgått en betydande inåtgående migration tidigare, vilket ger ett observerat mönster av planeter med lägre massa i snävare banor. Ytterligare ännu oobserverade gasjätteplaneter på vidare omloppsbana är sannolikt nödvändiga för att migrationen av mindre planeter ska fortsätta så långt inåt.
Systemet är bland de mest kompakta kända. Banorna för planeterna b - f skulle lätt passa in i Merkurius bana, med g endast något utanför den. Trots denna täta packning av omloppsbanorna tyder dynamiska integrationer på att Kepler-11-systemet har potential att vara stabilt i en tidsskala av miljarder år. Det kan dock närma sig instabilitet på grund av en sekulär resonans som involverar b och c. Om detta händer kommer banan för b med största sannolikhet att bli tillräckligt excentrisk för att den kan komma att kolliderar med c. Ingen av planeterna är i omloppsresonanser med lågt förhållande, där flera planeter gravitationsmässigt drar på och stabiliserar varandras banor, vilket resulterar i enkla förhållanden av deras omloppsperioder. Däremot är b och c nära förhållandet 5:4.
Det kan tänkas finnas andra planeter i systemet som inte passerar framför stjärnan, men de skulle bara kunna upptäckas genom effekterna av deras gravitation på rörelsen hos de synliga planeterna (ungefär som hur Neptunus upptäcktes). Förekomsten av ytterligare gasjätteplaneter är för närvarande utesluten upp till en omloppsradie på 30 AE.
| Planet | Massa              | Halv storaxel (AE) | Siderisk omloppstid (d) | Excentricitet      | Inklination         | Radie              |
| ------ | ------------------ | ------------------ | ----------------------- | ------------------ | ------------------- | ------------------ |
| b      | 2,78 +0,64−0,66 M🜨 | 0,091 ± 0,001      | 10,3039 +0,0006−0,0010  | 0,045 +0,068−0,042 | 89,64 +0,36−0,18°   | 1,83 +0,07−0,04 R🜨 |
| c      | 5,0 +1,3−1,35 M🜨   | 0,107 ± 0,001      | 13,0241+0,0013−0,0008   | 0,026 +0,063−0,013 | 89,59 +0,041−0,016° | 2,87 +0,05−0,06 R🜨 |
| d      | 8,13 +0,67−0,66 M🜨 | 0,155 ± 0,001      | 22,6845 ± 0,0009        | 0,004 +0,007−0,002 | 89,67 +0,13−0,16°   | 3,12 +0,06−0,07 R🜨 |
| e      | 9,48 +0,86−0,88 M🜨 | 0,195 ± 0,002      | 31,9996 +0,0008−0,0012  | 0,012 ± 0,006      | 89,89 +0,02−0,02°   | 4,19 +0,07−0,09 R🜨 |
| f      | 2,43 ± 0,45 M🜨     | 0,250 ± 0,002      | 46,6888 +0,0027−0,0032  | 0,013 ± 0,09       | 0,04°               | 2,49 +0,04−0,07 R🜨 |
| g      | <25 M🜨             | 0,466 ± 0,004      | 118,3807 +0,0010−0,0006 | 0,013 ± 0,009      | 89,87 +0,05−0,06°   | 3,33 +0,06−0,08 R🜨 |